# Eino Puri
Eino Puri (ur. 7 maja 1988 w Tartu), estoński piłkarz, pomocnik, od 2019 roku związany z klubem Trysil FK. Brat bliźniak Sandera Puriego.